# (5089) Nádherná
(5089) Nádherná – planetoida z pasa głównego asteroid okrążająca Słońce w ciągu 4 lat i 245 dni w średniej odległości 2,79 j.a. Została odkryta 25 września 1979 roku w Obserwatorium Kleť przez Antonína Mrkosa. Nazwa planetoidy pochodzi od Sidonii Nádhernej (1885-1950), czeskiej baronowej, autorki dzieła Kronika Janovice Vrchotovy. Została zasugerowana przez Janę Tichą. Przed jej nadaniem planetoida nosiła oznaczenie tymczasowe (5089) 1979 SN.